# Fitocório

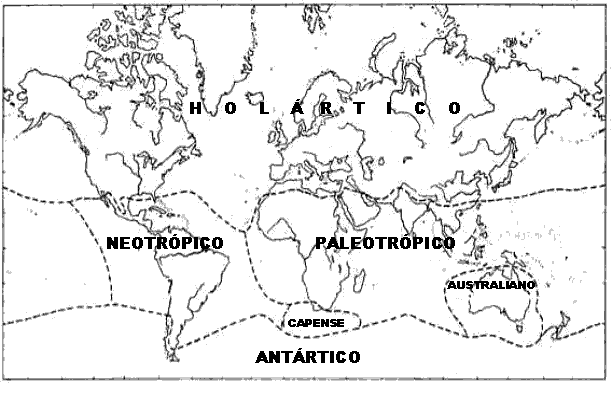
Os seis reinos florísticos de Morrone (2002)

Mapa do mundo visto do espaço. Pode-se notar as transições de vegetação entre desertos (quentes e gelados) e florestas e entre diferentes tipos de vegetação (diferentes tonalidades de verde).

Fitocório (pl. fitocória), em fitogeografia, é uma área geográfica com uma composição relativamente uniforme de espécies vegetais. Fitocória adjacentes não costumam possuir uma fronteira clara, mas antes uma área transicional em que ambas as regiões se sobrepõem. A região em sobreposição é denominada zona de tensão vegetal.
Em alguns esquemas, áreas de fitócório são classificadas hierarquicamente, por exemplo, em Reinos, Regiões, e Províncias Florais (ou Florísticas, Fitogeográficas), incluindo às vezes as categorias Império e Domínio, enquanto outros preferem não categorizar as áreas, referindo-se a elas simplesmente como "regiões" ou "fitocória".
Os fitocória são definidos pela sua composição taxonômica vegetal, enquanto outros esquemas de regionalização (por exemplo, fitofisionomias, formações, biomas) podem levar em conta de forma variada, de acordo com o autor, a aparência geral da comunidade (o modo de vida dominante da vegetação), características ambientais (clima, solo), a fauna associada, antropização ou questões político-conservacionistas.

## Conceito
Vários sistemas para a classificação das áreas geográficas em que as plantas crescem têm sido propostos. A maioria destes sistemas está organizada de forma hierárquica, com as unidades maiores divididas em áreas geográficas menores, e estas formadas por ainda menores comunidades florísticas. Os fitocória são definidos como áreas possuindo um grande número de táxons endémicos. Assim sendo, os fitocória dividem-se, por exemplo e por ordem decrescente de tamanho, em reinos florísticos caracterizados por um elevado grau de endemismos de famílias, em regiões florísticas que possuem um elevado grau de endemismos ao nível dos géneros, e em províncias florísticas, com um elevado grau de endemismos de espécies.
Os sistemas de fitocória possuem iguais semelhanças e diferenças com as províncias zoogeográficas, que seguem a composição das famílias de mamíferos, e com as províncias biogeográficas ou ecorregiões terrestres que têm em conta a distribuição de ambos animais e plantas.
O termo fitocório está especialmente associado com as classificações estabelecidas de acordo com a metodologia de Josias Braun-Blanquet, que está intimamente ligada à presença ou ausência de determinadas espécies.

## Regionalização florística de Good
O botânico Ronald Good,  numa classificação posteriormente aperfeiçoada por Takhtajan,  identificou seis reinos florísticos: Holárctico, Neotropical, Paleotropical, Sul-africano, Australiano e Antárctico. Estes reinos formam as maiores unidades naturais de plantas com flor. Os seis reinos de Good estão subdivididos em unidades menores, as regiões e províncias. Existem um total de 37 regiões florísticas. Quase todas estas regiõs estão subdivididos em províncias florísticas.

## Regionalização florística de Takhtajan
Armen Takhtajan, num esquema amplamente utilizado por cientistas de todo o mundo e construído a partir do trabalho de Good, identificou 35 regiões florísticas e subdividiu-os em 152 províncias florísticas.

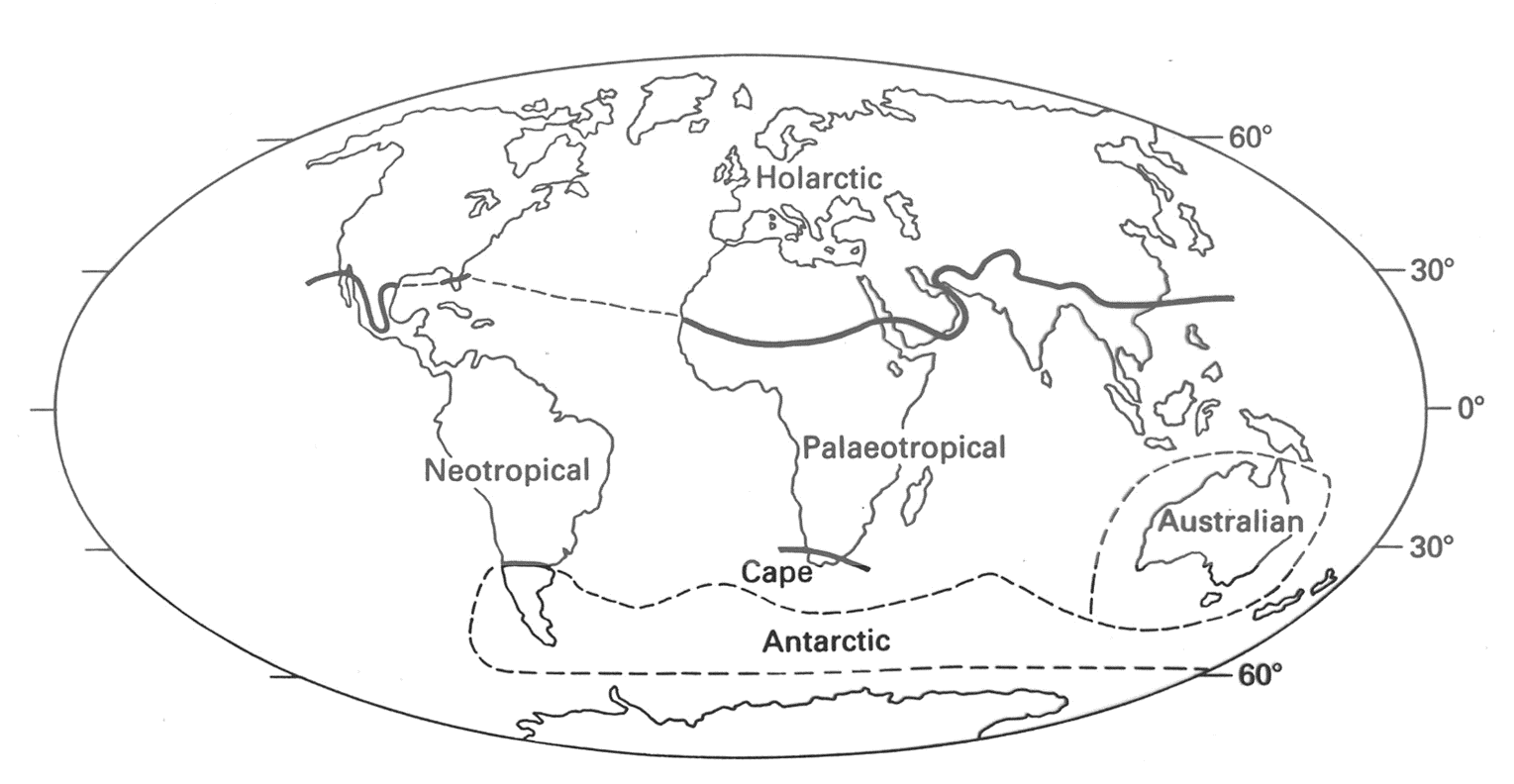
Reinos Florísticos do Mundo (Takhtajan, 1986)

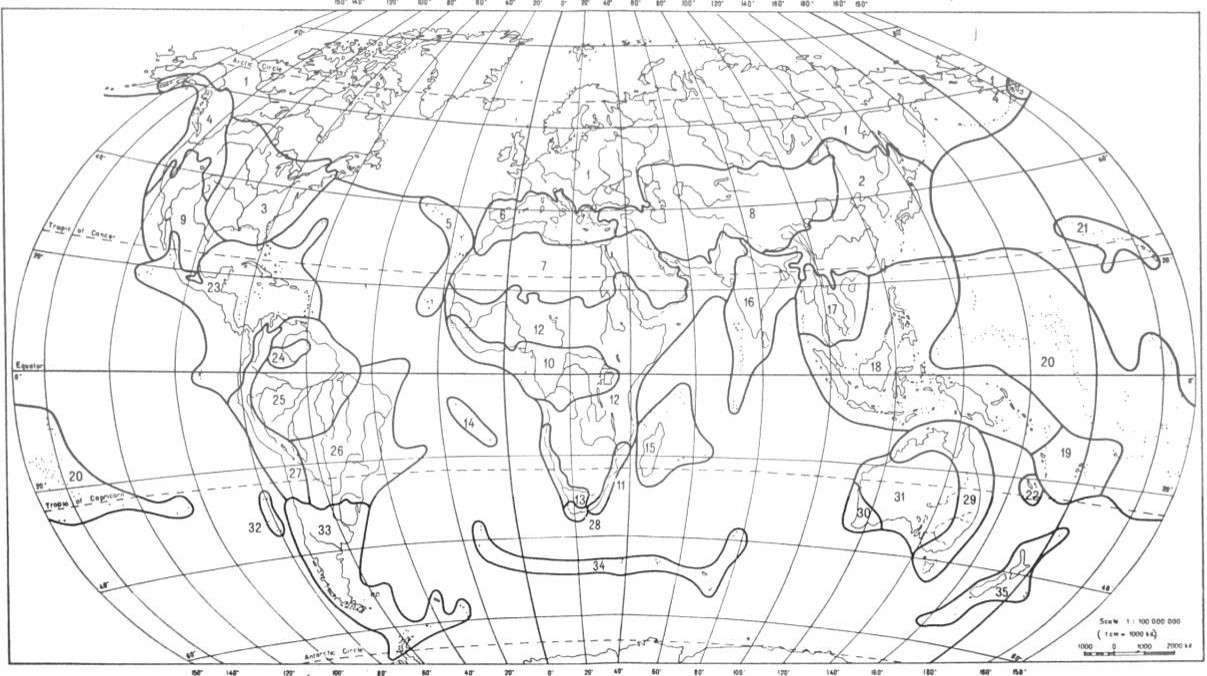
Regiões Florísticas do Mundo (Takhtajan, 1986) Reino Holoártico, Sub-Reino Boreal: 1, Circumboreal. 2, Asiática Oriental. 3, Atlântica da América do Norte. 4, Montanhas Rochosas. Sub-Reino Tetiano: 5, Macaronésia. 6, Mediterrânica. 7. Saaro-Árabe. 8, Irano-Turaniana. Sub-Reino Madreano: 9, Madreana. Reino Paleotropical, Sub-Reino Sub-Africano: 10, Guineo-Congolesa. 11, Uzambara-Zululândia. 12, Sudano-Zambeziana. 13, Karoo-Namibiana. 14, Sta. Helena e Ascensão. Sub-Reino Madagascarense: 15, Madagáscar. Sub-Reino Indo-Malesiano: 16, Indiana. 17, Indochinesa. 18, Malésia. 19, Fijiana. Sub-Reino Polinésio: 20, Polinésia. 21, Havaiana. Sub-Reino Neocaledoniano: 22, Neocaledoniana. Reino Neo-Tropical: 23, Caribenha. 24, Terras Altas da Guiana. 25, Amazónica. 26, Brasileira. 27, Andina. 28, Reino Capense ou Sul-Africano: Cabo. Reino Australiano: 29, Nordeste da Austrália. 30, Sudoeste da Austrália. 31, Austrália Central ou Eremaeana. Reino Antártico: 32, Fernandeziana. 33, Chilena-Patagoniana. 34, Ilhas do Sul Subantártico. 35, Neozelandesa.

### Reino Holárctico

#### Sub-Reino Boreal

##### I. Região Circumboreal
1 Árctico
2 Europa Atlântica
3 Europa Central
4 Illyria ou Balcãs
5 Pontus Euxinus
6 Cáucaso
7 Europa Oriental
8 Europa do Norte
9 Sibéria Ocidental
10 Altai-Sayan
11 Siberia Central
12 Transbaikalia
13 Siberia do Nordeste
14 Okhotsk-Kamchatka
15 Canadá (incluindo os Grandes Lagos)

##### II. Região Asiática Oriental
16 Manchúria
17 Sakhalin-Hokkaidō
18 Japão-Coreia
19 Volcano-Bonin
20 Ryūkyū ou Tokara-Okinawa
21 Taiwan
22 Norte da China
23 China Central
24 Sudeste da China
25 Sikang-Yuennan
26 Burma do Norte
27 Himalaias Orientais
28 Khasi-Manipur

##### III. Região Atlântica da América do Norte
29 Apalachiana (áreas florestais estendendo-se para leste a partir das Apalaches de forma a incluir o planalto de Piedmont e para oeste até ao início das pradarias).
30 Atlântico e Planície Costeira do Golfo
31 Pradarias Norte-Americanas

##### IV. Região das Montanhas Rochosas
32 Vancouver
33 Montanhas Rochosas

#### Sub-Reino Tetiano

##### V. Região da Macaronésia
34 Açores
35 Madeira
36 Canárias
37 Cabo Verde

##### VI. Região Mediterrânica
38 Marrocos do Sul
39 Sudoeste Mediterrânico
40 Mediterrâneo do Sul
41 Ibéria
42 Baleares
43 Liguria-Tyrrhenia
44 Adriático
45 Mediterrâneo Oriental
46 Crimeia-Novorossijsk

##### VII. Região Saharo-Árabe
47 Sahara
48 Egipto-Arábia

##### VIII. Região Irano-Turaniana
49 Mesopotâmia
50 Anatólia Central
51 Arménia-Irão
52 Hyrcania
53 Turânia ou Aralo-Caspia
54 Turquestão
55 Baluquistão do Norte
56 Himalaias Ocidentais
57 Tien Shan Central
58 Dzungaria-Tien Shan
59 Mongólia
60 Tibete

#### Sub-Reino Madreano

##### IX. Região Madreana
61 Grande Bacia
62 Califórnia
63 Sonora
64 Terras altas do México

### Reino Paleotropical

#### Sub-Reino Sub-Africano

##### X. Região Guíneo-Congolesa
65 Guiné Superior
66 Nigéria-Camarões
67 Congo

##### XI. Região Usambara-Zululândia
68 Zanzibar-Inhambane
69 Tongolândia-Pondolândia

##### XII. Região Sudano-Zambeziana
70 Zambeze
71 Sahel
72 Sudão
73 Somália-Etiópia
74 Arábia do Sul
75 Socotra
76 Omã
77 Irão do Sul
78 Síndia

##### XIII. Região Karoo-Namibiana
79 Namibia
80 Namalândia
81 Cabo Ocidental
82 Karoo

##### XIV. Região de Sta. Helena e Ascensão
83 Santa Helena e Ascensão

#### Sub-Reino Madagascarense

##### XV. Região de Madagáscar
84 Madagáscar Oriental
85 Madagáscar Ocidental
86 Sul e Sudoeste de Madagáscar
87 Comores
88 Mascarenhas
89 Seychelles

#### Sub-Reino Indo-Malesiano

##### XVI. Região Indiana
90 Ceilão (Sri Lanka)
91 Malabar
92 Deccan
93 Planície Superior do Ganges
94 Bengala

##### XVII. Região Indochinesa
95 Burma do Sul
96 Andamã
97 China do Sul
98 Tailândia
99 Indochina do Norte
100 Annam
101 Indochina do Sul

##### XVIII. Região da Malésia
102 Malaia
103 Bornéu
104 Filipinas
105 Sumatra
106 Malésia do Sul
107 Celebes (Sulawesi)
108 Molucas e Nova Guiné Ocidental
109 Papua
110 Arquipélago de Bismarck

##### XIX. Região Fijiana
111 Novas Hébridas (Vanuatu)
112 Fiji

#### Sub-Reino Polinésio

##### XX. Região Polinésia
113 Micronésia
114 Polinésia

##### XXI. Região Havaiana
115 Havai

#### Sub-Reino Neocaledoniano

##### XXII. Região Neocaledoniana
116 Nova Caledónia

### Reino Neotropical

#### XXIII. Região Caribenha
117 América Central
118 Índias Ocidentais
119 Ilhas Galápagos

#### XXIV. Região das Terras Altas da Guiana
120 Guiana

#### XXV. Região Amazónica
121 Amazónia
122 Llanos

#### XXVI. Região Brasileira
123 Caatinga
124 Terras Altas do Brasil Central
125 Chaco
126 Brasil Atlântico
127 Paraná

#### XXVII. Região Andina
128 Andes do Norte
129 Andes Centrais

### Reino Capense ou Sul-africano

#### XXVIII. Região do Cabo
130 Província do Cabo

### Reino Australiano

#### XXIX. Região Nordeste da Austrália
131 Austrália do Norte
132 Queensland
133 Sudeste da Austrália
134 Tasmânia

#### XXX. Região Sudoeste da Austrália
135 Sudoeste da Austrália

#### XXXI. Região da Austrália Central ou Eremaeana
136 Eremaea

### Reino Antárctico

#### XXXII. Região Fernandeziana
137 Juan Fernández

#### XXXIII. Região Chilena-Patagoniana
138 Chile do Norte
139 Chile Central
140 Pampas
141 Patagónia
142 Tierra del Fuego

#### XXXIV. Região das Ilhas do Sul Subantárctico
143 Tristão-Gough
144 Kerguelen

#### XXXV. Região Neozelandesa
145 Lord Howe
146 Norfolk
147 Kermadec
148 Nova Zelândia do Norte
149 Nova Zelândia Central
150 Nova Zelândia do Sul
151 Chatham
152 Ilhas Subantárcticas da Nova Zelândia